# Hyalesthes askalensis
Hyalesthes askalensis är en insektsart som beskrevs av Hoch 1986. Hyalesthes askalensis ingår i släktet Hyalesthes och familjen kilstritar.
Artens utbredningsområde är Turkiet. Inga underarter finns listade i Catalogue of Life.